# Grand Prix Jef Scherens 2005
La 39e édition du Grand Prix Jef Scherens a eu lieu le 2005. Elle a été remportée par le Néerlandais Joost Posthuma.

## Classement final
Joost Posthuma remporte la course en parcourant les 183 km en 4 h 15 min 0 s à la vitesse moyenne de 43,059 km/h ; 187 coureurs ont pris le départ.
| Classement final | Classement final    | Classement final | Classement final                     | Classement final  |
|                  | Coureur             | Pays             | Équipe                               | Temps             |
| ---------------- | ------------------- | ---------------- | ------------------------------------ | ----------------- |
| 1er              | Joost Posthuma      | Pays-Bas         | Rabobank                             | en 4 h 15 min 0 s |
| 2e               | Björn Leukemans     | Belgique         | Davitamon-Lotto                      | + 2 min 0 s       |
| 3e               | Rory Sutherland     | Australie        | Rabobank                             | m.t               |
| 4e               | Wouter Van Mechelen | Belgique         | Chocolade Jacques-T-Interim          | + 2 min 23 s      |
| 5e               | Aart Vierhouten     | Pays-Bas         | Davitamon-Lotto                      | m.t               |
| 6e               | Nico Sijmens        | Belgique         | Landbouwkrediet-Colnago              | m.t               |
| 7e               | Johnny Hoogerland   | Pays-Bas         | Eurogifts.com                        | m.t               |
| 8e               | Patrik Sinkewitz    | Allemagne        | Quick Step-Innergetic                | m.t               |
| 9e               | Maarten Neyens      | Belgique         | Bodysol-Win For Life-Jong Vlaanderen | m.t               |
| 10e              | Matthé Pronk        | Pays-Bas         | MrBookmaker-Sports Tech              | + 2 min 59 s      |
| modifier         |                     |                  |                                      |                   |